# Faculté de médecine de Tunis
Pour les articles homonymes, voir FMT.
La faculté de médecine de Tunis (arabe : كلية الطب بتونس) ou FMT est un établissement universitaire tunisien relevant depuis 2000 de l'université de Tunis - El Manar. Fondée en octobre 1964, son corps enseignant s'élève en 2010 à 1 064 assistants, maîtres assistants, maîtres de conférences et professeurs.

## Historique
La première promotion d'étudiants en médecine, au nombre de 59, entame ses études au cours de l'année universitaire 1964-1965. Initialement, les cours sont donnés à la faculté des sciences humaines et sociales de Tunis. À partir de janvier 1965, l'enseignement a lieu dans deux pavillons de l'hôpital Charles-Nicolle (pavillons I et II). Le professeur Amor Chadli est le premier doyen de la FMT.
Les étudiants devaient avoir validé une année préparatoire aux études médicales (APEM) à la faculté des sciences de Tunis. Il y a alors sept professeurs chargés de l'enseignement : trois détachés par l'Organisation mondiale de la santé, deux missionnaires français et deux maîtres de conférences tunisiens. Ils sont secondés par six assistants : quatre Tunisiens et deux étrangers. Parmi les 59 étudiants de la première promotion, 24 sont arrivés au terme de leurs études médicales en 1971. En 1968 puis 1973, trois autres pavillons s'ajoutent aux deux premiers (pavillons III à V).
Le 28 octobre 2002, les nouveaux locaux de la faculté, financés avec l'assistance du Qatar, sont inaugurés.

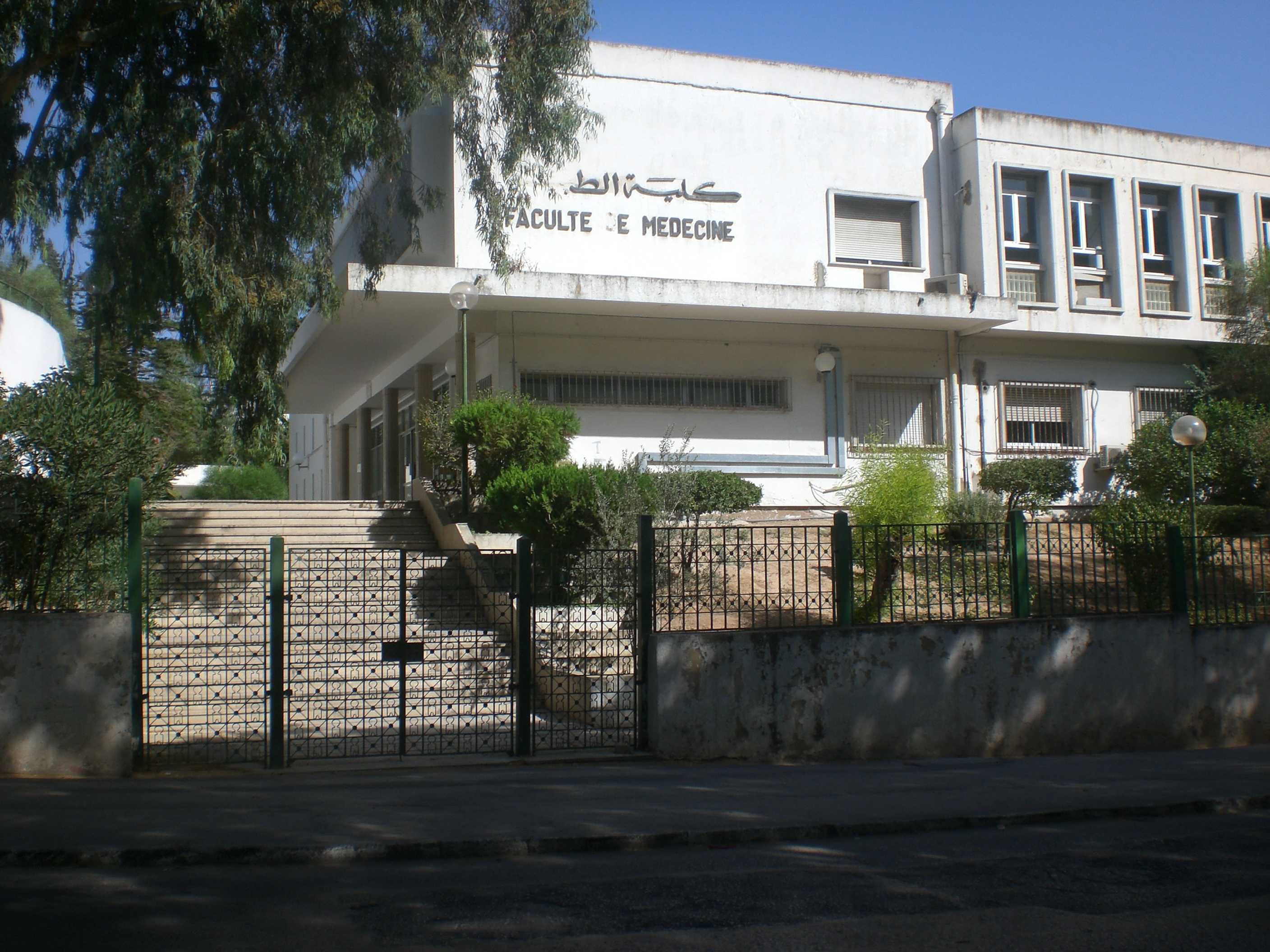
Ancien bâtiment de la faculté.
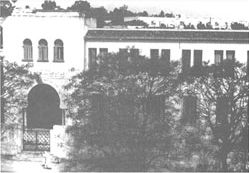
Faculté de médecine de Tunis en 1964-1965.

## Localisation
La faculté est située au numéro 15 de la rue Hassouna-Ben Ayed dans le quartier de La Rabta.

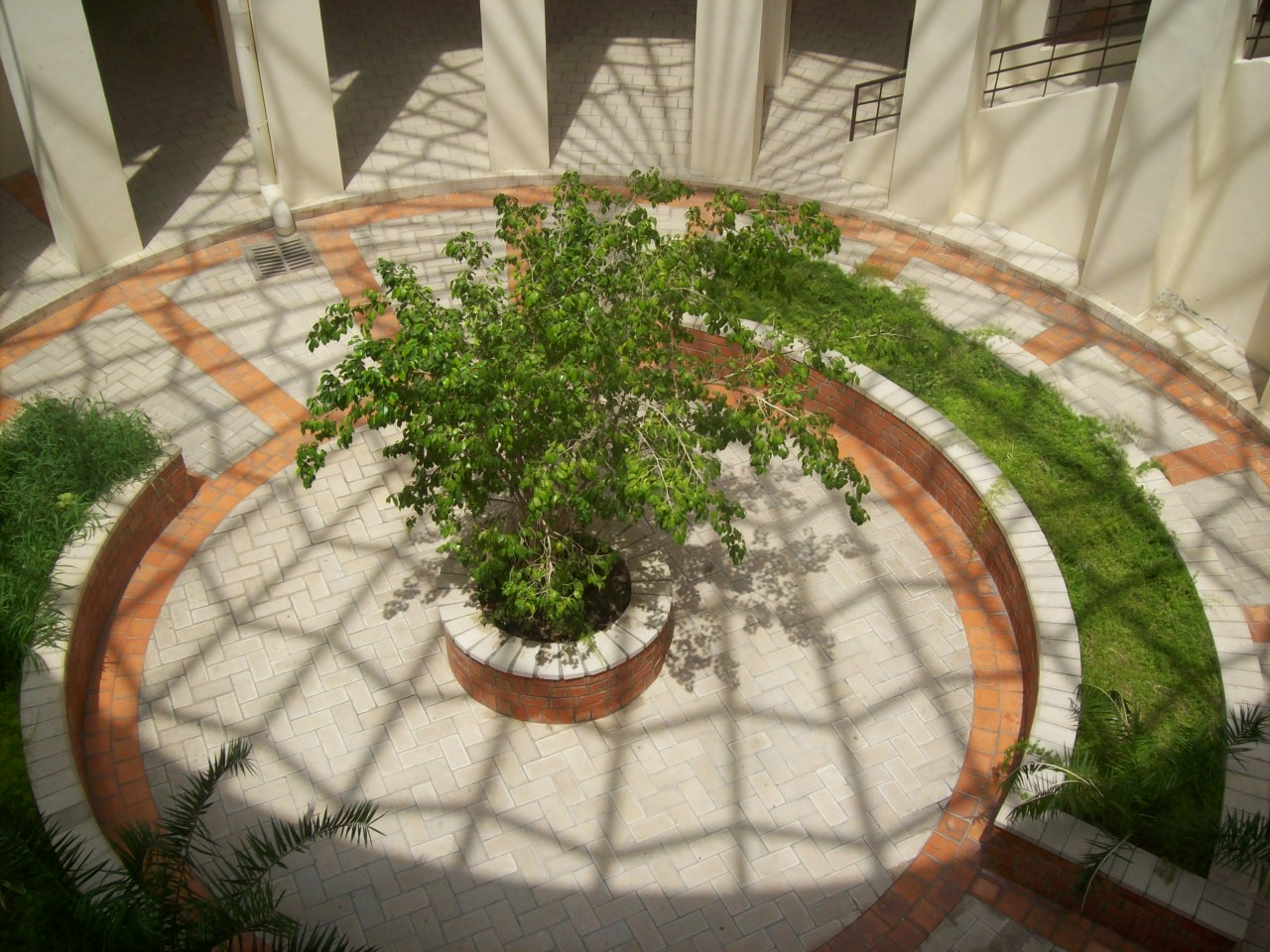
Cours de la faculté.
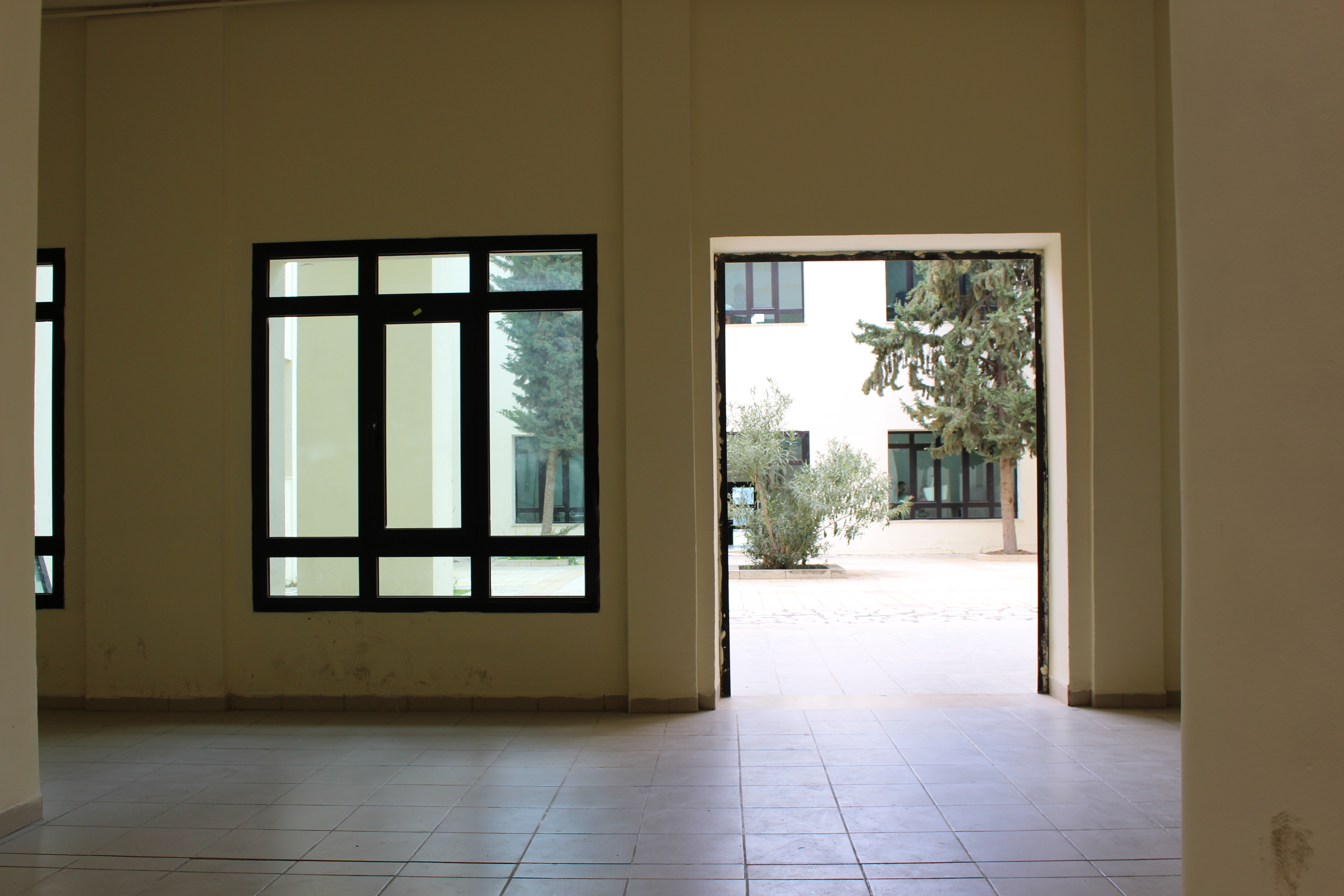
Département des laboratoires de la faculté.
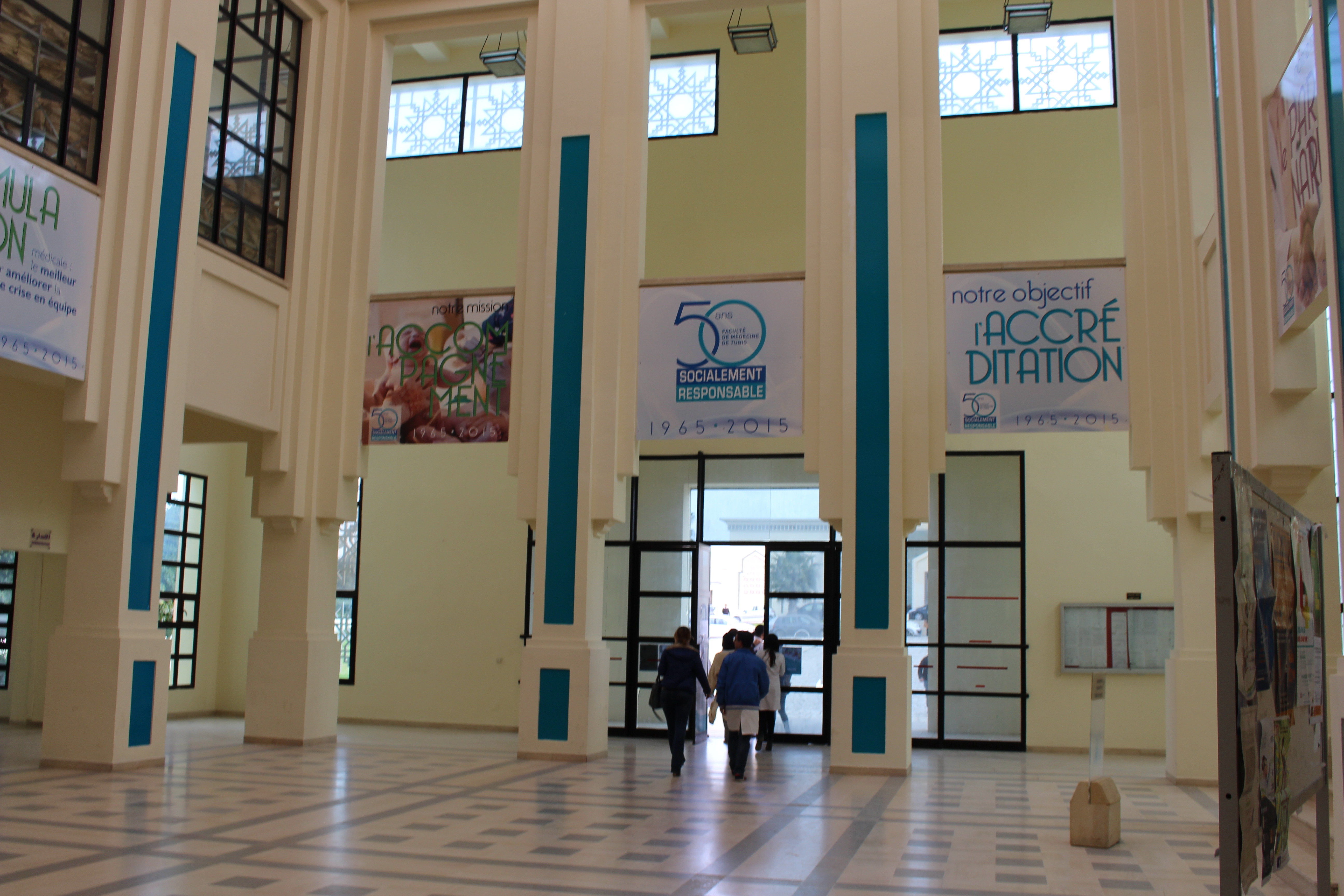
Hall principal de la faculté.

## Déroulement des études
De 1964 à 1974, les études médicales sont précédées d'une année préparatoire aux études médicales puis une première année de sciences naturelles.
Elles durent cinq ans et sont complétées par un stage interné d'un an, jusqu'en 1971, puis de deux ans jusqu'à nos jours. En 1974, l'année préparatoire est supprimée et l'accès à la faculté régi par le système de l'orientation universitaire. En 1988, une réforme des programmes et des examens aboutit à un cursus de cinq ans d'externat suivis de deux ans de stages en médecine générale (internat), le tout couronné par la soutenance d'une thèse de doctorat en médecine. En 2011, une nouvelle réforme est introduite dans le but d'aligner le diplôme tunisien aux standards internationaux en créant un troisième cycle d'études médicales ; cette nouvelle réforme vise aussi à renforcer l'enseignement de la médecine de famille en lui consacrant deux années de stages pour ceux qui n'intègrent pas le cursus de spécialiste (résidanat). Par ailleurs, le concours de résidanat est programmé à la fin des cinq ans d'externat et avant les stages d'internat.

## Doyens
De 1964 à nos jours, douze doyens se sont succédé à la tête de la FMT :
- 1964-1971 : Amor Chadli (anatomopathologiste) ;
- 1971-1974 : Mongi Ben Hamida (neurologue) ;
- 1974-1976 : Amor Chadli (anatomopathologiste) ;
- 1976-1977 : Zouhair Essafi (chirurgien) ;
- 1977-1986 : Hassouna Ben Ayed (néphrologue et interniste) ;
- 1986-1994 : Abdelaziz Ghachem (spécialiste en médecine du travail et en médecine légale) ;
- 1994-2000 : Chelbi Belkahia (pharmacologue) ;
- 2000-2005 : Rachid Mechmèche (physiologiste) ;
- 2005-2011 : Abdeljelil Zaouche (chirurgien) ;
- 2011-2017 : Ahmed Maherzi (pédiatre) ;
- 2017-2024 : Mohamed Jouini (chirurgien viscéral) ;
- depuis 2024 : Iheb Labbene (anésthésiste-réanimateur).

De 1971 à 2011, plus de 8 200 thèses de médecine ont été soutenues à la FMT.

## Structure

### Laboratoires de recherche
- Biochimie clinique (fondé en 1999) ;
- Génétique humaine (1999) ;
- Résistance aux antibiotiques (1999) ;
- Épidémiologie et prévention des maladies cardiovasculaires (2001) ;
- Imagerie médicale (2001) ;
- Rétinopathie diabétique et maladie de Behçet (2001) ;
- Oncologie thoracique (2003) ;
- Recherche étiopathogènique des cancers colo-rectaux (2003) ;
- Toxicologie, ergonomie et environnement professionnel (2003).

### Unités de recherche
- Dérèglement de l'équilibre entre prolifération cellulaire et apoptose (fondée en 2001) ;
- Épidémiologie génétique et moléculaire (2003) ;
- Motricité et explorations fonctionnelles digestives (2003) ;
- Étude du gène du récepteur aux mélanocortines chez l'enfant obèse (2004) ;
- Cerveau en traumatologie et réanimation obstétricale (2004) ;
- Prise en charge du sida (2004) ;
- Troubles gastro-intestinaux chez l'enfant autiste (2005).

### Hôpitaux associés

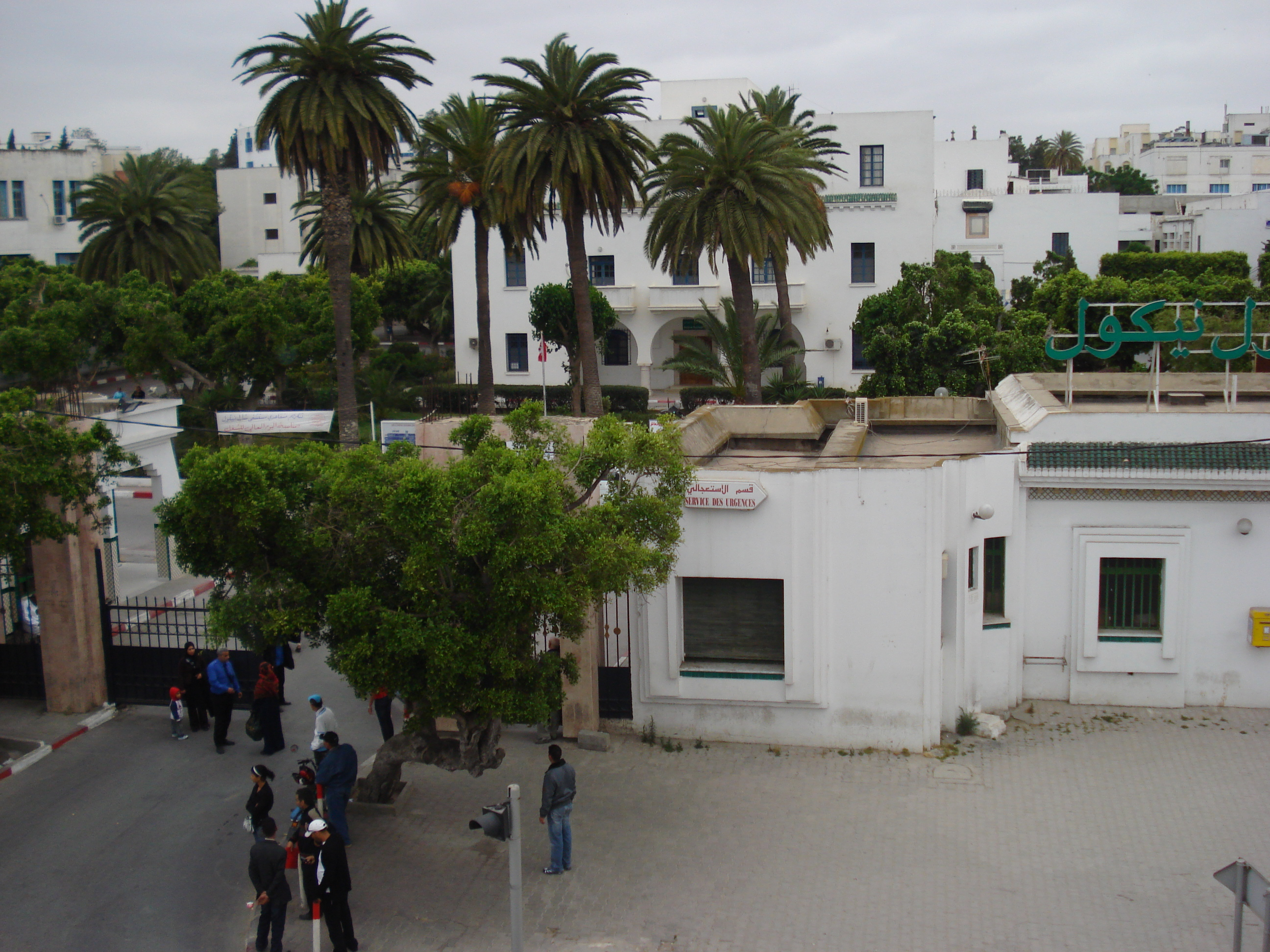
Hôpital Charles-Nicolle.

Afin d'assurer une formation complète pour ses étudiants, ces derniers doivent accomplir des stages hospitaliers quotidiens pendant le deuxième cycle de leur cursus. Ces stages spécialisés se font au sein des centres hospitalo-universitaires suivants qui reçoivent des externes et internes :
- Hôpital La Rabta
- Hôpital Charles-Nicolle
- Hôpital militaire principal d'instruction de Tunis
- Hôpital Habib-Thameur
- Hôpital Mongi-Slim de La Marsa
- Hôpital Abderrahmen-Mami de pneumo-phtisiologie
- Hôpital Mahmoud-El-Materi
- Institut Mohamed-Kassab d'orthopédie
- Institut national de nutrition Zouhair-Kallel
- Institut national de neurologie Mongi-Ben Hamida
- Institut Pasteur de Tunis
- Institut Salah-Azaïz
- Institut Hédi-Raïs d'ophtalmologie de Tunis
- Centre de traumatologie et des grands brûlés
- Centre de maternité et de néonatologie Wassila-Bourguiba
- Service d'aide médicale urgente (Samu 01)
- Hôpital des forces de sécurité intérieure de La Marsa
- Centre d'assistance médicale urgente (CAMU)
- Hôpital Razi
- Hôpital Aziza Othmana
- Hôpital d'enfants Béchir-Hamza
- Centre national de greffe de la moelle osseuse
- Centre national de pharmacovigilance Chalbi-Belkahia
- Hôpital Mohamed-Tahar-Maamouri (Nabeul)
- Hôpital militaire de Bizerte
- Hôpital Mohamed-Tlatli (Nabeul)
- Hôpital Habib-Bougatfa (Bizerte)
- Hôpital régional de Ben Arous-Yasminet
- Hôpital régional de Menzel Bourguiba
- Hôpital régional de Menzel Temime
- Hôpital régional de Zaghouan
- Hôpital régional de Béja
- Hôpital régional du Kef
- Hôpital régional de Jendouba
- Hôpital régional de Siliana

De plus, certains hôpitaux régionaux qui sont dirigés par des universitaires sont aussi associés à la faculté et reçoivent des internes et résidents uniquement. Ces hôpitaux sont situés à Nabeul, Bizerte, Menzel Bourguiba et Zaghouan.

## Vie estudiantine

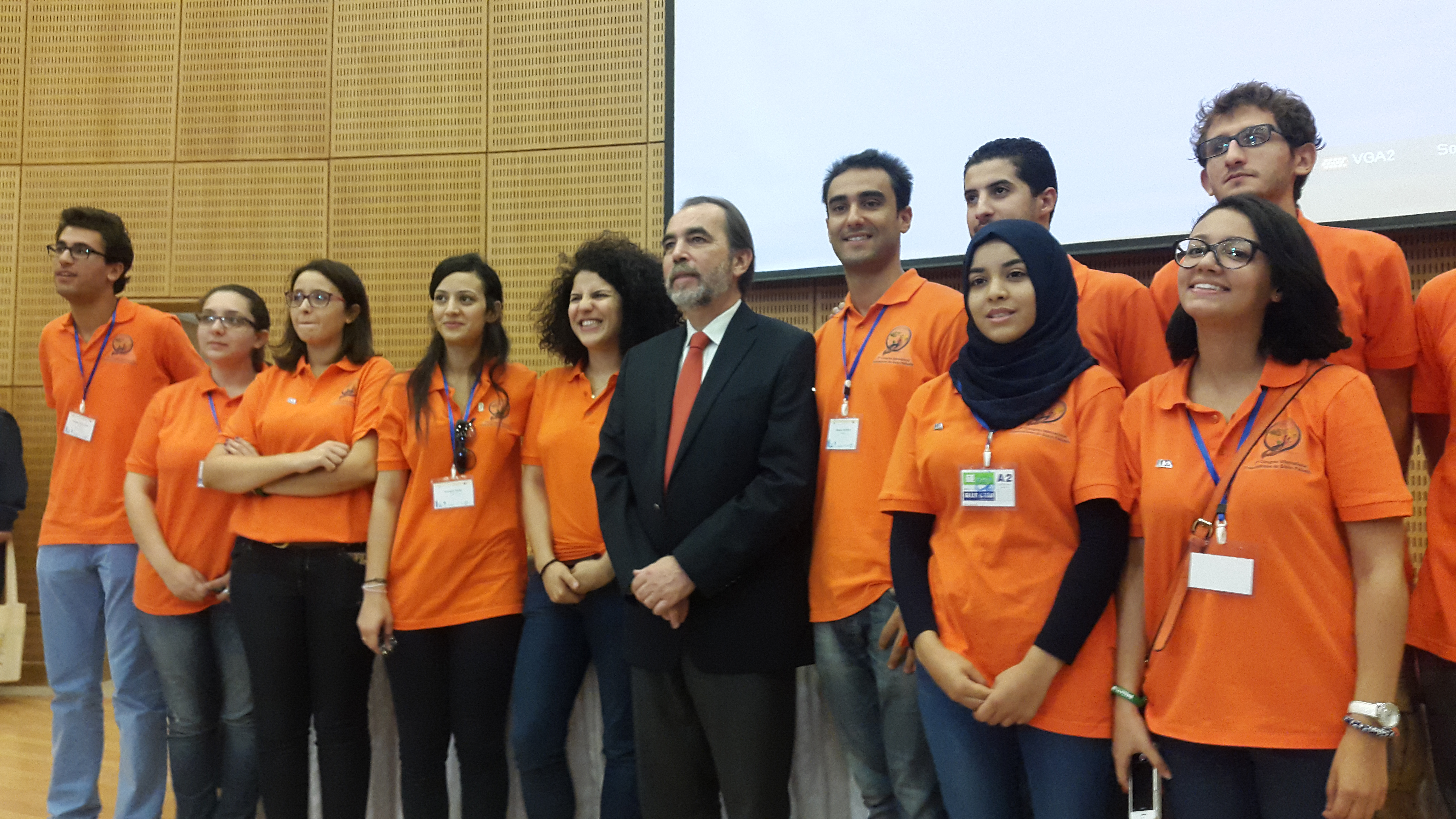
Saïd Aïdi, ministre de la Santé publique, accompagné des volontaires de la faculté lors d'une conférence internationale sur les soins palliatifs en 2015.

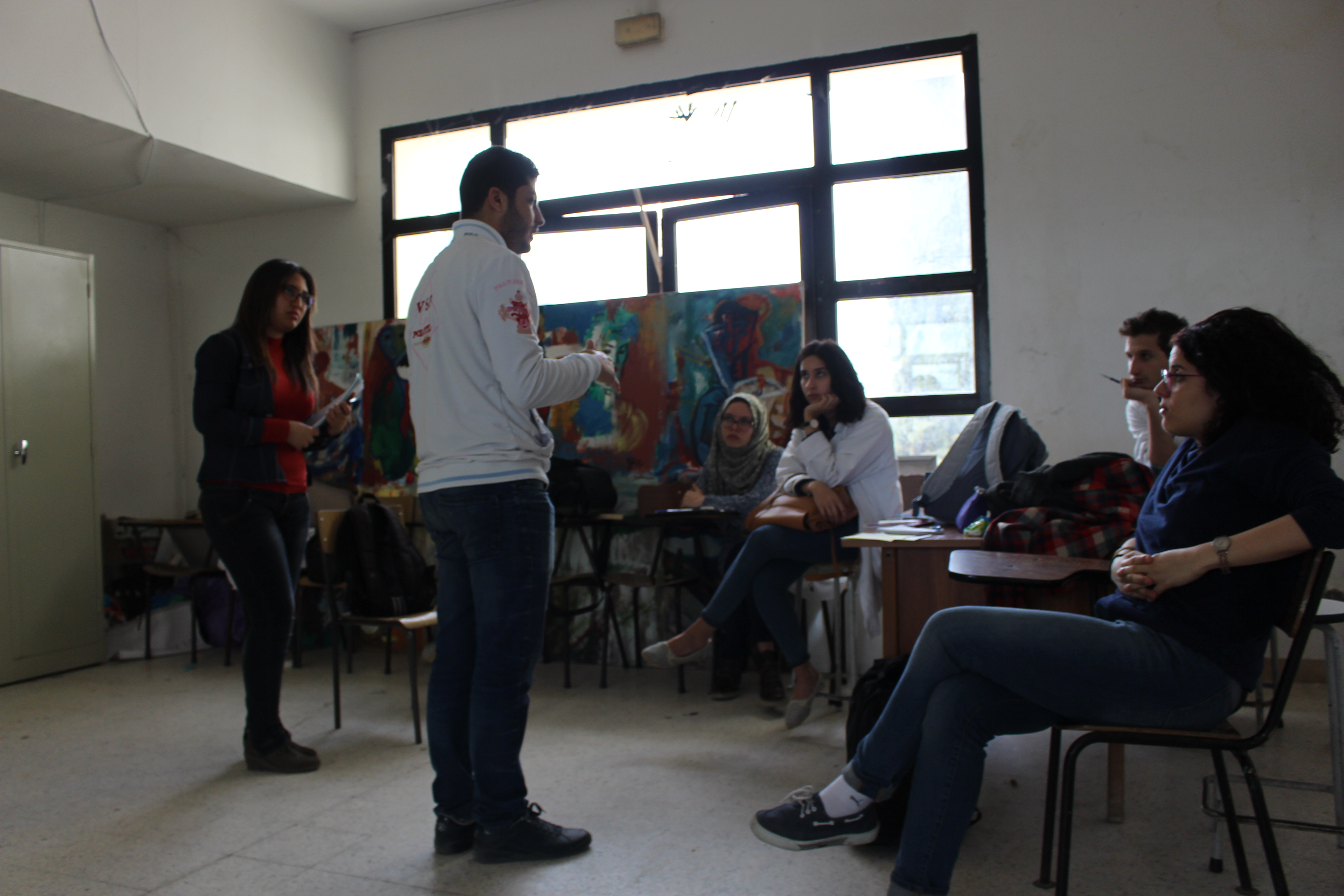
Club de débats de la faculté.

La faculté est animée par plusieurs clubs et associations locaux qui visent non seulement à assurer le divertissement et le renforcement des capacités académiques des étudiants, mais aussi à appuyer leur rôle social à l'échelle locale et nationale.
Associa-Med, ou Association tunisienne des stagiaires internes et des étudiants en médecine, est fondée en 1989 au sein de la faculté afin de créer une vie associative quasi inexistante jusque-là. En 1999, elle rejoint la Fédération internationale des associations d'étudiants en médecine en tant que membre à part entière. En octobre 2011, dans le cadre d'un projet de régionalisation, l'association établit trois bureaux régionaux pour le reste des facultés de médecine tunisiennes (celles de Sfax, Monastir et Sousse). Elle devient alors l'Association tunisienne des stagiaires internes et des étudiants en médecine.
Enactus FMT, le Club 3S et le Club Mad'ness complètent ce paysage associatif.